# Astrofísica de partículas
Astrofísica de partículas é um campo interdisciplinar que contempla temas comuns à astrofísica e à física de partículas, sendo o estudo da radiação cósmica que atinge a Terra e outros corpos celestes, com o intuito de desvendar os mecanismos astrofísicos operando em objetos altamente energéticos no Universo.

## Histórico

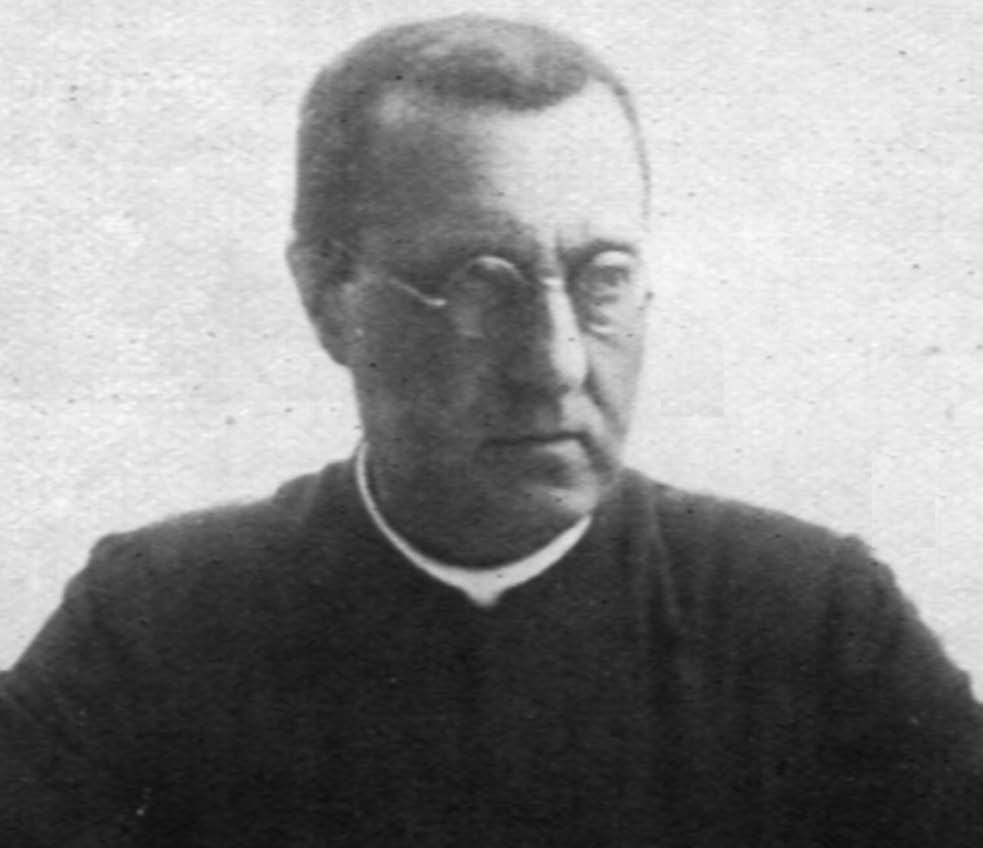
Foto do físico e padre Theodor Wulff.

Até o final do século XIX, a única fonte de informação usada para o desenvolvimento da astrofísica era a luz proveniente das estrelas e de outros objetos celestes. No início do século XX, porém, esse panorama começou a mudar. 
Em 1910, Theodor Wulf mediu a ionização da atmosfera na superfície da Terra, aos pés da Torre Eiffel, e a uma altitude de 324 m acima do solo, no topo da torre. Esses resultados mostraram que a ionização medida no topo da torre não poderia ser atribuída fontes radioativas no solo. Dois anos depois, Victor Franz Hess mediu a ionização atmosférica a bordo de um balão que subiu a uma altitude de 5 km. Em 1914 esse mesmo experimento foi realizado por Werner Kolhörster, que chegou a 9 km acima da superfície terrestre. Esses experimentos mostraram que a ionização ambiente decresce à medida em que a altitude aumenta até chegar a 1,5 km acima do nível do mar. Acima dessa altitude, no entanto, a 
ionização passa a crescer à medida em que a altitude aumenta, o que demonstra de modo inequívoco que essa ionização é devida a fontes localizadas no espaço. Essa radiação - mais tarde denominada radiação cósmica por Robert Andrews Millikan - foi interpretada como sendo constituída por raios gama de energia bem maior do que a energia da radiação proveniente do decaimento radioativo de minerais existentes na crosta terrestre.
A radiação gama é constituída por fótons, que são partículas elementares cuja carga elétrica e massa são iguais a zero. As primeiras evidências de que os raios cósmicos eram constituídos por partículas com massa e carga elétrica diferentes de zero vieram dos experimentos realizados em 1929 por Werner Kolhörster e Walther Bothe.

## Áreas de pesquisa
Área de interesse da astrofísica de partículas: 
- astrofísica e física de raios cósmicos de alta energia;
- cosmologia de partículas;
- temas correlatos: supernovas, núcleos ativos de galáxias, abundâncias cósmicas, matéria escura;
- astronomia de raios gama;
- astronomia de neutrinos
- instrumentação e desenvolvimento de sensores.

## Instalações experimentais
Instalações, experimentos e laboratórios envolvidos na Astrofísica de partículas incluem:
- IceCube (Antártica). O maior detector de partículas do mundo, concluído em 2010. Seu objetivo é detectar neutrinos de alta energia, identificar a matéria escura, investigar explosões de supernovas e detectar partículas exóticas.
- ANTARES (Toulon, França). Um detector de neutrinos de 2,5 km sob o mar Mediterrâneo ao largo da costa de Toulon, na França. Projetado para localizar e observar fluxos de neutrino na direção do hemisfério sul.
- Observatório Pierre Auger (Malargüe, Argentina). Detecta e investiga os raios cósmicos de alta energia utilizando duas técnicas. A primeira consiste em investigar as interações das partículas que formam os raios cósmicos com a água colocadas em tanques, a partir da qual espera-se que seja produzida a luz de Cherenkov, que pode ser detectada por fotomultiplicadoras. A segunda técnica consiste em observar a luz ultravioleta emitida na alta atmosfera da Terra.[5]
- Telescópio Solar dos Axião do CERN (CAST) (CERN, Suíça). Procura áxions originários do Sol.
- Projeto NESTOR (Pylos, Grécia). Implantação de um telescópio de neutrinos no fundo do mar ao largo de Pilos, na Grécia.
- Laboratori Nazionali del Gran Sasso (L'Aquila, Itália). Laborátório de física de partículas, engajado na pesquisa dos neutrinos.
- Observatório de Neutrinos de Sudbury (Sudbury, Canadá). Telescópio de neutrinos.